# Merzenich
Merzenich è un comune di 10 149 abitanti della Renania Settentrionale-Vestfalia, in Germania.
Appartiene al distretto governativo (Regierungsbezirk) di Colonia e al circondario (Kreis) di Düren (targa DN).